# Asplenium gomezianum
Asplenium gomezianum är en svartbräkenväxtart som beskrevs av David Bruce Lellinger. Asplenium gomezianum ingår i släktet Asplenium och familjen Aspleniaceae. Inga underarter finns listade.